# Suitbert Heimbach
Johann Paul Suitbert Heimbach (* 10. November 1894 in Köln; † 27. Mai 1969 ebenda) war ein deutscher Mundartdichter. Er verfasste Lyrik, Prosa, Theaterstücke und Puppenspiele in Kölscher Sprache.

## Leben

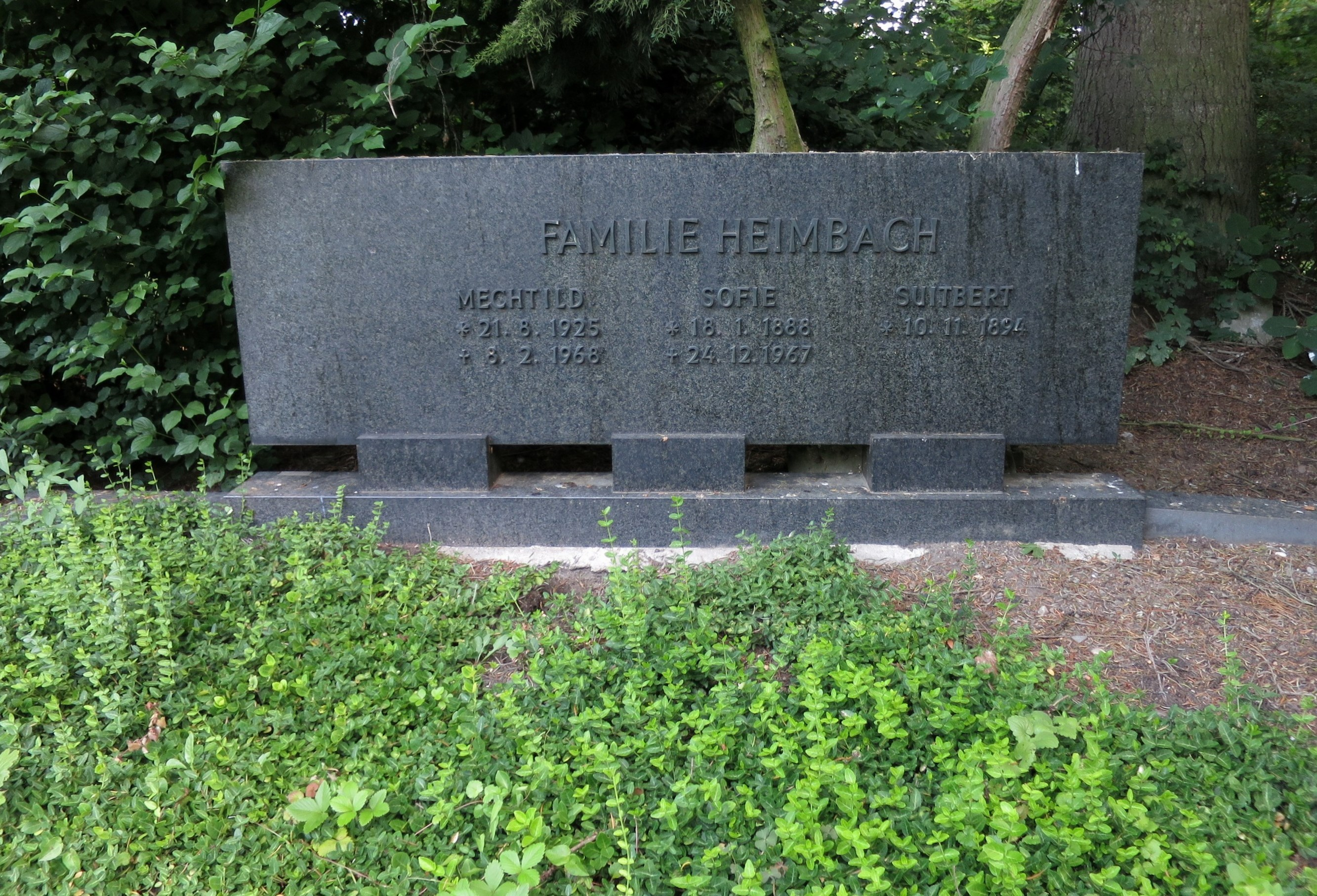
Familiengrab auf dem Kölner Südfriedhof

Heimbach wuchs in Köln-Kriel auf. Er absolvierte eine Lehrerausbildung in Köln und Brühl. Von 1919 bis 1939 unterrichtete er an der Krieler Volksschule. Von 1945 bis 1952 war er Konrektor an der Volksschule Machabäerstraße in der Kölner Altstadt, anschließend von 1952 bis 1959 Rektor der Volksschule Friesenstraße. Heimbach engagierte sich für die Einführung des Schulkarnevals zur Pflege der Kölner Mundart. Von 1956 bis 1969 war er Mitarbeiter der „Kirchenzeitung für das Erzbistum Köln“. In den 1960er Jahren schrieb er Theaterstücke für die Laienbühne „Kumede“ (Komödie). Er veröffentlichte unter anderem in den Zeitschriften „Jung-Köln“ und „Unser Köln“.
1923 heiratete er Sophie Margereta Richrath (1888–1967). Heimbach verstarb ein Jahr nach dem Tod der gemeinsamen Tochter Mechtild (1925–1968) im Alter von 74 Jahren in einem Kölner Krankenhaus. Die Familiengrabstätte befindet sich auf dem Kölner Südfriedhof (Flur  118).

## Werk
- Et wor ens… Verzällcher un Gedeechte (Es war einmal... Erzählungen und Gedichte). Balduin Pick Verlag, Köln 1961 [= Beiträge zur kölnischen Geschichte, Sprache, Eigenart, Band 36].

## Ehrungen
- Nach ihm ist der Suitbert-Heimbach-Platz benannt, an dem auch das Krieler Dömchen liegt.